# جایزه بزرگ میامی ۲۰۲۵
جایزه بزرگ میامی ۲۰۲۵ (که رسماً با نام جایزه بزرگ فرمول ۱ کریپتو دات کام میامی ۲۰۲۵  شناخته می‌شود) یک مسابقه اتومبیل‌رانی فرمول یک بود که در ۴ مه ۲۰۲۵ در پیست اتومبیل‌رانی بین‌المللی میامی در میامی گاردنز، فلوریدا برگزار شد. این مسابقه ششمین دور از مسابقات فرمول یک فصل ۲۰۲۵ و دومین مسابقه از شش مسابقه این فصل بود که از قالب اسپرینت استفاده می‌کرد.